# ユビラトリックス (小惑星)
ユビラトリックス (652 Jubilatrix) は小惑星帯に位置する小惑星。1907年11月4日、ウィーンでオーストリアの天文学者、ヨハン・パリサが発見した。
1908年に開かれたオーストリア・ハンガリー帝国のフランツ・ヨーゼフ1世即位60周年記念祭に因んで、「記念祭」を意味するラテン語から命名された。